# Маккриди, Конни
Конни Маккриди (англ. Connie McCready; 20 августа 1921, Пендлтон, Орегон — 22 декабря 2000, Портленд) — американский государственный и политический деятель. За свою карьеру занимала несколько выборных должностей в Орегоне, включая Палату представителей Орегона, городской совет Портленда, а также должность мэра Портленда. На сегодняшний день остаётся последней республиканкой, занимавшей должность мэра города.

## Ранний период жизни
Родилась в Пендлтоне, штат Орегон, в семье защитника окружающей среды Эдгара Фрэнсиса Аверилла. Семья переехала в Портленд, где она окончила среднюю школу. В 1943 году окончила Орегонский университет, затем работала репортером в главной ежедневной газете Портленда The Oregonian, а позже стала редактором раздела «Дом и сад» в этой газете. В 1945 год вышла замуж за Альберта Маккриди, в браке родилось три дочери.

## Политическая деятельность
В 1967 и 1969 годах работала в Палате представителей Орегона как представитель Республиканской партии.
В 1970 году была назначена в городской совет Портленда на вакантное место, образовавшееся в связи со смертью комиссара Стэнли Эрла, и была приведена к присяге 19 марта 1970 года. Работала комиссаром (членом городского совета) до 1979 года, была избрана в 1972 году и переизбрана в 1976 году. Стала первой женщиной, работавшей в городском совете Орегона.
В 1979 году по результатам голосования коллег-комиссаров была назначена на должность мэра Портленда после отставки Нила Эдварда Гольдшмидта, который стал министром транспорта США в кабинете Джимми Картера. Вступила в должность мэра 5 сентября 1979 года. Стала второй из трёх женщин, занимавших эту должность. В 1980 году была мэром во время извержения вулкана Сент-Хеленс, когда Портленд был покрыт пеплом, и пригрозила предприятиям штрафами, если они не уберут этот пепел со своих парковок. Потерпела поражение на праймериз в мае 1980 года от Фрэнк Ивэнси, который вступил в должность 24 ноября 1980 года, после чего Конни Маккриди ушла из политики.
Скончалась в 2000 году от осложнений после инсульта.